# Jehan de Boisgibault
Pour les articles homonymes, voir Boisgibault.
 (mai 2020).
- Si vous ne connaissez pas le sujet, laissez ce bandeau (vous pouvez alors contacter les auteurs).
- Si vous supprimez le contenu mis en cause (vous pouvez préalablement contacter les auteurs),

argumentez précisément cette suppression dans la page de discussion
(un manque de référence n'est pas un argument ; une recherche réelle de référence doit avoir été effectuée, être formellement documentée).
Jehan de Boisgibault a vécu à la fin du Moyen Âge, pendant la guerre de Cent Ans, et a été armé chevalier vers 1400. seigneur du Marais, il a habité le château du Marais (Nièvre, France) et s'est marié, on ne connait pas les raisons de sa mort.
Le 23 février 1423, des membres de la famille Du Port réclament l'héritage de feu Marguerite « Pioce » (Pioche), veuve de Jehan de Boisgibault, car elle n'a pas d'enfant survivant. Le fief est saisi par la comtesse de Nevers. Le château du Marais tombe aux mains des Le Tort dès le 4 juillet 1424, sans doute par acquisition. À cette date, Jehanne Fouraude, veuve de Droin Le Tort, bourgeois de Moulins-Engilbert, est signalée dame du Marais et de Mussy (cote 2G 61 aux archives de Nevers). L'évêque de Nevers est alors Robert III de Dangueil (1401-1430).
En 2013, une confusion est apparue sur la localisation de ce château du Marais de la Nièvre. Un premier Château du Marais (Nièvre) existe à Gimouille. La mention de Jehan de Boisgibault était indiquée sur son site Internet. Pourtant, la revue Nièvre Passion publie un article sur le château du Marais, avec la même histoire de Jehan de Boisgibault, en indiquant qu'il est situé sur la commune Lurcy-le-Bourg. Il y a donc toujours deux château du Marais dans la Nièvre, à 30km l'un de l'autre. L'un a été la propriété de Jehan de Boisgibault sans que les archives départementales de la Nièvre ne précisent sa localisation exacte dans le mail sous réf 2003/746.[Interprétation personnelle ?].